# Lijst van televisieprogramma's
Hieronder volgen alle lijsten van uitgezonden televisieprogramma's gerangschikt volgens verschillende criteria.

## Televisiezender, mediabedrijf, omroep of productiebedrijf

### Vlaanderen
- Lijst van televisieprogramma's op VRT-kanalen
  - Lijst van programma's op Ketnet
- Lijst van programma's op televisiezenders van Medialaan
- Lijst van programma's van SBS Belgium
  - Lijst van programma's van VIER
- Programma's van Nickelodeon uitgezonden in Vlaanderen

### Nederland
- Lijst van programma's van NPO 1
- Lijst van programma's van RTL 4
- Lijst van programma's van RTL 5
- Lijst van programma's van Net5
- Lijst van programma's van SBS6
- Lijst van programma's van RTL 7
- Lijst van programma's van RTL 8
- Lijst van programma's van Disney XD
- Lijst van programma's van Tien
- Lijst van programma's van Talpa
- Lijst van programma's van 24Kitchen
- Lijst van programma's van Fox Kids en Jetix Nederland
- Lijst van programma's van Yorin
- Lijst van programma's van Animal Planet
- Programma's van Nickelodeon uitgezonden in Nederland
- Lijst van VPRO-programma's
- Lijst van programma's geproduceerd door Endemol
- Lijst van programma's van Comedy Central

## Genre
- Lijst van televisieprogramma's naar genre